# Mālik b. Dīnār as-Sami

Abou Yahya Malik ibn Dinar as-Sami était le fils d’un esclave persan du Sistan (ou de Kaboul). Il fut disciple de l'ascète Al-Hassan al-Basrî. 
Dans la science du hadith, il est généralement considéré comme un transmetteur digne de confiance (thiqa) notamment par des sommités dans le domaine tels qu'Ibn Hibban, An-Nasa'i, Al-Daraqutni, Ibn Sa'd al-Baghdadi ou encore Ibn Hajar al-Asqalani. Il a rapporté des ahadith par l'intermédiaire de célèbres compagnons du Prophète (sahaba) comme Anas ibn Malik, Abu Dhar Al-Ghifari et Salman le Perse.
On lui attribue des dons de thaumaturge. Il est mort à Médine en 745.